# Bile, Ismail
Bile (în ucraineană Біле, în rusă Белое, transliterat: Beloe) este un sat în comuna Vâlcov din raionul Ismail, regiunea Odesa, Ucraina. Așezarea este situată pe Insula Șerpilor în Marea Neagră.